# Décès en 1119
Décès
- 1115
- 1116
- 1117
- 1118
- 1119
- 1120
- 1121
- 1122
- 1123

Cette page dresse une liste de personnalités mortes au cours de l'année 1119 :
- 29 janvier : Gélase II, 161e pape.
- 10 mars : Muirchertach Ua Briain, ou Muirchertach Mór mac Toirdhleabhach Ua Briain, roi de Munster et Haut-roi d'Irlande en opposition.
- 29 mars : Pierre de Honestis (en), moine italien.
- 19 juin[1] : Baudouin VII de Flandre, dit Baudouin à la Hache, comte de Flandre.
- 20 juin : Henri de Beaumont, comte de Warwick.
- 28 juin : Roger de Salerne, régent de la principauté d'Antioche.
- 11 juillet : Abu Saeed Mubarak Makhzoomi (en), mystique musulman, théologien et saint de l'Islam.
- 22 juillet : Herbert de Losinga, évêque de Norwich.
- 4 août : Landolfo Rangone, cardinal italien.
- 13 septembre : Gleb Vseslavich (en), prince de Minsk.
- 13 octobre : Alain IV de Bretagne, comte de Cornouaille,  de Rennes et de Nantes et enfin duc de Bretagne.

- Aedh Ua Con Ceannainn (en), roi d'Uí Díarmata (en).
- Cú Collchaille Ua Baígilláin (en), poète irlandais.
- Fruela Díaz (en), noble du royaume de León.
- Geoffrey de Clive (en), évêque de Hereford.
- Hugh de Bocland (en), shérif de Berkshire.
- Ibn Aqil (en), théologien de l'Islam.
- Imad al-Dawla Muhammad ibn Ali (en), militaire persan.
- Jean de Vézelay, ou Jean de Jérusalem, Templier qui aurait participé à la libération de Jérusalem.
- Otbert, prince-évêque de Liège.
- Pietro Moriconi (en), archevêque de Pise.
- Rabodo (en), régent impérial et marquis de Toscane.
- Thierry II de Clèves, comte de Clèves.
- Wang Ximeng, peintre chinois.

date incertaine (vers 1119)
- Henri Ier de Limbourg, comte de Limbourg et d'Arlon, duc de Basse-Lotharingie.

## Crédit d'auteurs
- Cet article est partiellement ou en totalité issu de l'article intitulé « 1119 » (voir la liste des auteurs).